# Taylor Hunt
Taylor Hunt (5 novembre 1990) è un giocatore di football australiano australiano che gioca per Richmond Football Club e ha giocato precedentemente nella Geelong Football Club nella Australian Football League.